# WEC 1
WEC 1: Princes of Pain foi um evento de artes marciais mistas promovido pelo World Extreme Cagefighting, ocorrido em 30 de junho de 2001 no Tachi Palace Hotel & Casino em Lemoore, California.

## Background
O evento principal foi a luta entre Dan Severn e Travis Fulton.